# Richard Bentley
Richard Bentley (Oulton, 27 gennaio 1662 – Cambridge, 14 luglio 1742) è stato un filologo classico, teologo e critico letterario inglese.

## Biografia
Bentley aveva studiato a Cambridge tra il 1676 e il 1680. Ben poco si sa della sua formazione: è verosimile che si educasse agli ideali di tolleranza e libertà religiosa di Cudworth, More e degli altri teologi “platonici”; ed è assai probabile che fosse tra gli uditori di Newton, allora professore “lucasianio” di matematiche. Il St. John College del quale fu ospite, era uno dei più chiusi e retrivi, tradizionalmente tory; i suoi membri rifiutarono in maggioranza, di prestare giuramento all’usurpatore olandese nel 1688. Ma l’ambiente non dovette pesare troppo sulla formazione di Bentley, che nel 1682, dopo aver ottenuto il diploma di magister artium lasciò il college e si adattò per breve tempo a insegnare grammatica in una scuola di provincia. 
La sua carriera subì una svolta decisiva quando fu assunto dallo Stillingfleet come precettore per il figlio. Edward Stillingfleet era uno dei più influenti prelati anglicani del suo tempo: alla fine della dittatura di Cromwell, con il trattato Irenicum 1659, aveva perorato la ricomposizione dell’unità della chiesa anglicana, la fine dei dissensi settari, il ritorno alle virtù paleocristiane, la limitazione di potere ai vescovi. Il suo nome resta oggi legato, più che ai disegni irenici della restaurazione, ad forte polemica contro la critica lockiana del concetto di sostanza, ch’egli ritiene lesiva del dogma della trinità. 
Se fu ostile alle nuove idee filosofiche, Stillingfleet, non lo fu al nuovo corso politico. Fu uno dei sette vescovi che si opposero a Giacomo II nel 1688, le sue convinzioni di tory moderato e difensore della high church non gli impedirono di aderire alla “Gloriosa rivoluzione” e di accettare dal nuovo re il vescovado di Worcester. Così il suo cappellano domestico, Bentley; si trovò senza sforzo al centro della classe dirigente del nuovo regime, di cui Locke era il massimo teorico e Newton uno dei più convinti sostenitori. Quello di Bentely era un carattere difficile ed ebbe con molti intellettuali dell'epoca aspre contese; la disputa più nota l'ebbe con Charles Boyle, incaricato dall'Università di Oxford di redigere un'edizione critica delle lettere di Falaride. 
Boyle chiese a Bentley, allora bibliotecario del re, di visionare il Codex Regius contenente le epistole falaridee, ma egli si rifiutò di dare in prestito il manoscritto e ne impedì una collazione integrale, affermando che il copista inviato da Boyle aveva danneggiato il documento. Nella prefazione alla sua edizione critica Boyle si lamentò di tale condotta, suscitando la pronta replica di Bentley nella sua Dissertation upon the Epistles of Phalaris, Themistocles, Socrates Euripides, and upon the fables of Aesop, (Londra 1697) nella quale, tra l'altro, dimostrò che l'epistolario di Falaride (vissuto nel VI sec. a.C.) è un falso del III-IV sec.d.C. e che tutte le lettere di questi personaggi, in particolare quelle attribuite a filosofi, erano da considerarsi romanzi in forma epistolare (è da notare che Bentley considerava autentiche solo le lettere di Platone).

### Opere
Di lui ci sono pervenuti:
- Sermoni, pronunciati nel 1692 per la fondazione di Robert Boyle
- una Dissertazione sulle lettere apocrife di Temistocle, Socrate, Euripide, Falaride, e sulle Favole di Esopo, 1697
- Osservazioni su Aristofane, Menandro e Filemone, 1710
- alcune edizioni critiche di Orazio, 1711 e 1728, di Terenzio e Fedro, 1726, e di Manilio, 1739
- un'edizione delle opere di John Milton, 1732
- Note sui Discorsi sulla libertà di pensiero di Anthony Collins, 1713, che egli pubblicò sotto il titolo di Phileleutherus lipsiensis
- Lettere più volte ristampate, ad esempio a Londra nel 1842

## Corrispondenza fra Bentley e Newton
Nel momento in cui Bentley si trasferì a Oxford, seguendo Stillingfleet, maturò la propria vocazione di filologo tra i tesori antiquari della Bodleyan Library.

In quel periodo Robert Boyle aveva disposto l’istituzione delle conferenze apologetiche intitolate al suo nome, un codicillo del suo testamento, che destinava una somma di cinquanta sterline annue come compenso per 
“Un dotto teologo (…) incaricato dei seguenti compiti: primo, predicare otto sermoni l’anno per dimostrare la religione cristiana contro infedeli notori, come atei, teisti, pagani ebrei e maomettani, ma senza abbassarli alle controversie tra cristiani” (append. A T. Birch, the life of the hon.ble R. Boyle; R. Boyle, works (1772; rist. Fot. Hildensheim 1965)
Gli altri impieghi erano di predicare il vangelo e quello di replicare alle eventuali obiezioni degli uditori. Boyle morì nel 1691; la scelta di Bentley appena diacono fu unanime da parte degli esecutori testamentari.
I sermoni, originali per le copiose argomentazioni ispirate alla scienza moderna, alla fisica Newtoniana e alla filosofia di Locke, sedussero un vasto pubblico, inaugurando un nuovo stile di controversie e imponendo le “Boyle lectures” alla Londra dell’età augustea. Alla profonda conoscenza delle fonti ateistiche antiche e moderne si univa in Bentley una considerevole ignoranza in fatto di meccanica e astronomia, da questa lacuna egli seppe trarre il massimo frutto, rimettendosi umilmente all’autorità di Newton e ottenendo da lui stesso le indicazioni necessarie.
I primi cinque sermoni offrono visioni rese più moderne delle argomentazioni tradizionali contro il materialismo, si può notare una forte presenza di ideali classisti e patristici. Bentley concentra il suo esordio contro ciò che veniva definito deismo, riprende poi le discussioni fisico-teologiche post-cartesiane circa l’inerzia e l’insensibilità della materia, incapace di generare la vita.
Una delle maggiori audacie teoriche di Bentley, nei primi sermoni, fu quella di seguire la negazione di Locke delle idee innate, e in particolare l’idea di dio: tesi che qualche anno dopo verrà tacciata di ateismo dallo stesso Stillingfleet. Il discorso si faceva ancora più arduo quando affrontava temi più strettamente fisici, dominati dalla scolastica cartesiana. La dottrina inglese delle “natura plastiche” non compare più in Bentley.

Il delicato compito dei nuovi “filosofi corpuscolari” consisteva nel far conoscere e accettare ai dotti la radicale distinzione fra il meccanicismo di tipo epicureo-hobbesiano, che riduceva il cosmo a un automa governato dal caso, e quello cristianizzato che ne affidava la chiave al deus ex machina. La legge gravitazionale newtoniana consentiva di tracciare con estrema semplicità e chiarezza tale divisione.
“senza la gravità l’intero universo, se supponiamo un indeterminato potere di movimento infuso nella materia, sarebbe stato un confuso caos, senza bellezza né ordine, mai stabile né permanente in alcuna occasione. Ma si può dimostrare (…) che la gravità, il gran fondamento d’ogni meccanismo, non è essa stessa macchina, ma l’immediato fiat e dito di dio, e l’esecuzione di una divina legge”. (Ibid., p. 75)
Così Bentley enuncia, nel quarto sermone, il “catholic principle” newtoniano.
Quando quest’ultimo chiese aiuto al matematico Craig per sapere quale letture dovesse fare, prima di poter comprendere i contenuti dei Principia, egli gli rispose che era impossibile comprenderlo, Bentley però non si arrese e decise di rivolgersi direttamente all’autore del libro. Newton fu assai esaustivo nella richiesta, indicando un insieme scarno di letture; è evidente che non intendesse umiliare chi si offriva di divulgare dal pulpito le sue scoperte. Trattò gli argomenti appresi nei due ultimi sermoni, ma ne differì la stampa per interrogare Newton su vari punti dubbi, utilizzare le sue risposte e infine ottenere il suo consenso. Il sermone VIII è il risultato di una stretta collaborazione fra i due, tramite lo scambio di quattro lettere.
È probabile che la prima parte del sermone riproduca la prima versione letta dal pulpito: infatti le singole argomentazioni ricalcano le “six positions” del riassunto che Bentley sottopose alla definitiva approvazione di Newton. La seconda parte del sermone, si svolge in tre punti: la dimostrazione che la materia da sola non può aver formato il mondo, corrisponde anch’essa ai successivi tre punti del riassunto: riguardo a ciò, Newton sollevò qualche obiezione. La sezione conclusiva è la più caotica, riporta i due argomenti maggiormente discussi da newton nelle lettere, quali il grande problema delle masse nello spazio, e l’ipotesi circa l’origine dei moti dei pianeti. La prima implicava una concezione dell’infinito, della quale Bentley, nonostante la paziente spiegazione di Newton, non venne a capo.
Lo studio comparato della corrispondenza tra i due oltre a illustrare quali siano state le fonti del predicatore, chiarisce quali problemi egli sollevo a Newton, e dall’altro lato le sue lucide repliche. Le discussioni che si svolsero circa la causa della gravità, sia nel senso ristretto di peso dei corpi terrestri sia nel senso lato di una forza d’attrazione reciproca che opera fra tutti i corpi dell’universo, costituiscono uno dei temi capitali della rivoluzione astronomica.
Nella cosmologia tolemaico-aristotelica, la caduta dei gravi verso il centro della terra era infatti una tendenza “naturale”, mentre i moti circolari dei corpi celesti facevano parte di un'altra fisica, radicalmente distinta. Il nesso fra il peso dei corpi sulla terra e i moti dei pianeti si stabilì solo con la rivoluzione copernicana, proiettando la terra nell’universo infinito, infranse il muro fra l meccanica celeste e quella terrestre. La posizione di Newton riguardo alla fisica della gravità è molto netta e già tracciata nella prima edizione dei Principia: dove avverte il lettore che il suo metodo consiste nell’applicazione dei teoremi della meccanica razionale alle forze ella natura, e nella riduzione di tali forze e formule matematiche. La spiegazione metafisica riguardo alle forze fra i pianeti, consiste nell’attribuire al diretto intervento divino la forza che trattiene i pianeti nelle loro orbite e che fa gravitare l’uno verso l’altro tutti i corpi dell’universo.
Ricorre spesso nei sermoni di Bentley la definizione della gravità come “essenziale” e “inerte” alla materia, ma solo come tesi empia e assurda. La redazione finale del sermone VII incorpora anche alcune precisazioni epistolari di Newton che, allarmato dall’uso retorico che ne faceva Bentley della tesi, si preoccupò di precisare il fatto che quelle non fossero affermazioni compiute da lui.